# Annette Dahl
Pour les articles homonymes, voir Dahl.
Annette Dahl, née le 30 juillet 1946 à Elseneur, est une ancienne handballeuse internationale danoise. Elle évoluait au poste de gardienne de but.

## Palmarès

### En sélection nationale
championnats du monde
- 6e place du championnat du monde 1971
- 7e place du championnat du monde 1973
- 9e place du championnat du monde 1975

### En club
compétitions nationales
- championne du Danemark (5) 1971, 1972, 1973, 1974 et 1976 (avec Frederiksberg IF)
- vainqueur de la coupe du Danemark (2) en 1972 et 1973 (avec Frederiksberg IF)